# Nationalsozialistisches Kraftfahrkorps
Le Nationalsozialistische Kraftfahrkorps (NSKK, en français : « Corps de transport national-socialiste ») était une organisation paramilitaire du parti national-socialiste des travailleurs allemands qui a existé entre mai 1931 et 1945. Elle est dirigée à partir de 1934 par Adolf Hühnlein. Après sa mort en 1942, il est remplacé par Erwin Krauss, le nouveau Korpsführer.

## Idéologie

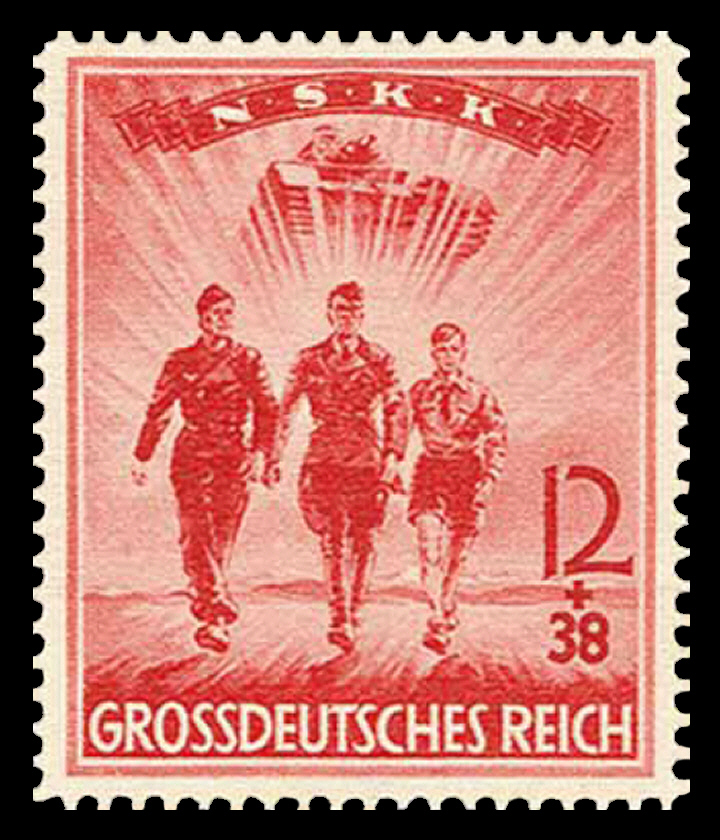
Timbre allemand en faveur du NSKK.

Le NSKK suivait la doctrine raciste du parti nazi d'Adolf Hitler. Avant la guerre, il acceptait uniquement des personnes pouvant fournir une preuve de leur ascendance aryenne. Dans le cadre de la Shoah, le NSKK a participé à la déportation des Juifs dans les territoires occupés de l'Est par l'Allemagne pendant la guerre.

## Histoire

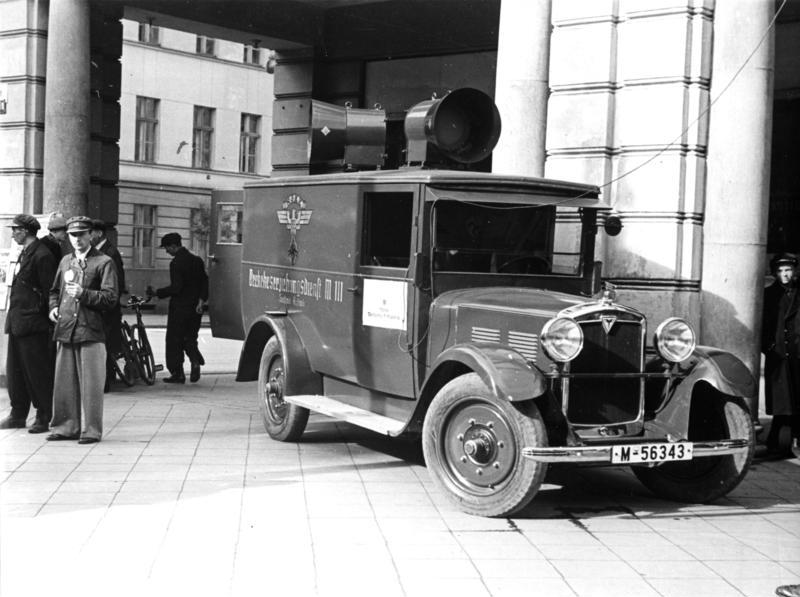
Camion à haut-parleurs du NSKK en Pologne occupée en octobre 1939.

Le NSKK est fondé le 20 avril 1931 par la transformation du Nationalsozialistische Automobilkorps (NSAK, en français : « Corps automobile du parti national-socialiste ») mais demeure un organisme auxiliaire de la SA jusqu'au 25 octobre 1933, date à laquelle il devient une formation SA à part entière. Le 23 août 1934, le NSKK absorbe la SA motorisée et devient un corps indépendant au sein du NSDAP.
Pendant la guerre le NSKK accepta de recevoir des volontaires étrangers qui formèrent des unités nationales avec un encadrement allemand. À partir de 1941, des volontaires flamands s'enrôlèrent dans le NSKK et formèrent le NSKK-Transportbrigade Flandern (Brigade de transport NSKK Flandre). Des Wallons du mouvement fascisant Rex formèrent une unité de transport, la Brigade volante (BV), avant d'être rattachés au NSKK. Aux Pays-Bas, le Mouvement national-socialiste néerlandais s'était doté d'un service de transport motorisé, le Motor-Weerafdeling ou Motor-WA, qui devint un corps auxiliaire de l'occupant après l'invasion allemande de 1940. D'autres auxiliaires furent recrutés au Danemark, en Norvège et dans les pays baltes.
La première troupe de NSKK française fut formée en juillet 1942 sur proposition du capitaine Troupeau. L'âge d'admission fut fixé à 50 ans maximum. Les volontaires Français devaient signer un engagement de deux ans minimum. 
Les volontaires étrangers étaient généralement rejetés comme des traîtres par leurs compatriotes tandis qu'au sein du NSKK, ils étaient traités comme des auxiliaires de seconde classe ; lors de la déroute de 1945, beaucoup désertèrent ou se dérobèrent tandis que quelques-uns continuèrent le combat jusqu'à la fin dans le camp nazi.

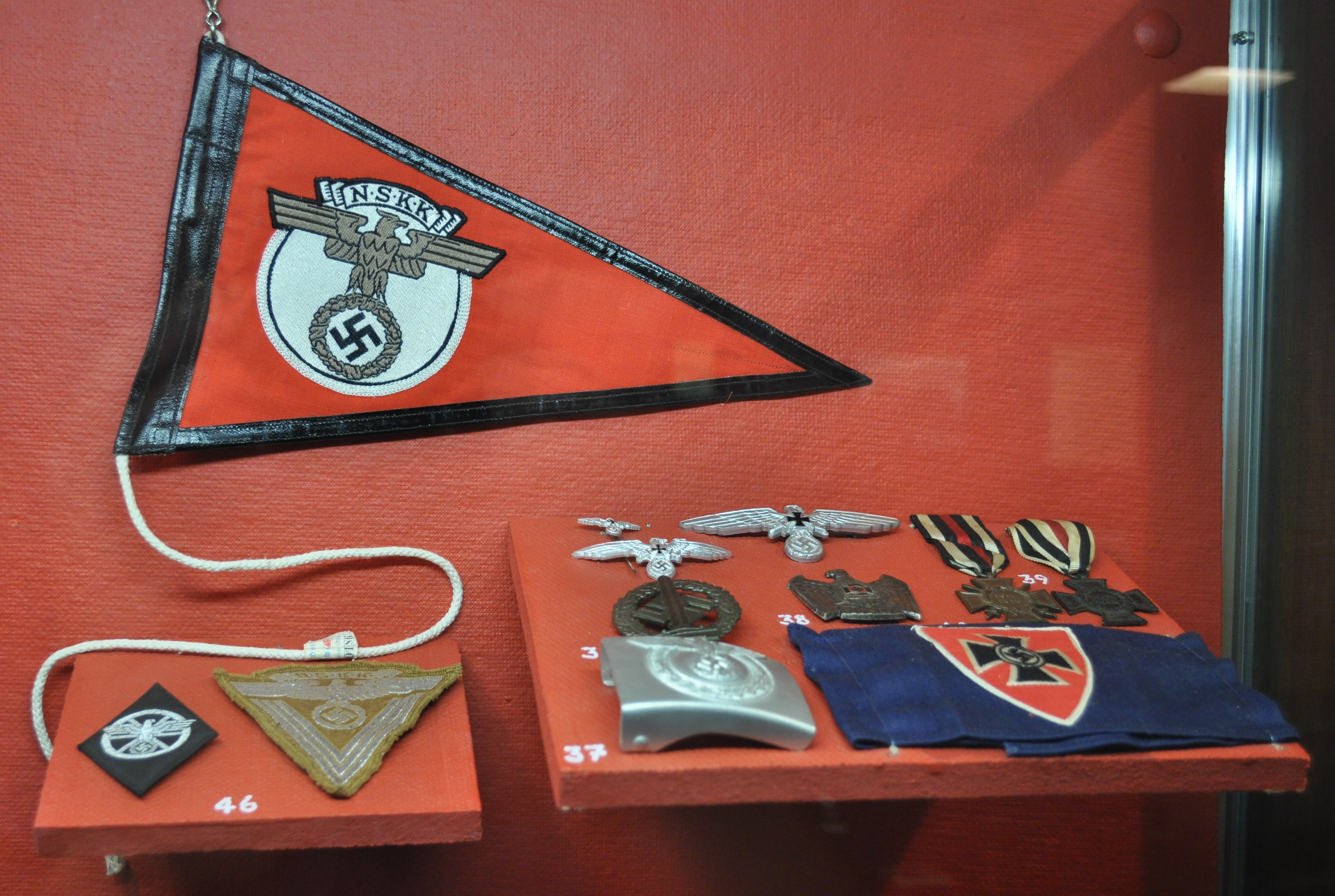
Fanion du NSKK exposé au Fort Lewis Military Museum, Fort Lewis, Washington, États-Unis.

Pendant la retraite de 1944-1945, les hommes du NSKK furent versés dans des unités combattantes improvisées dépendant de la Waffen-SS ou du Volkssturm ; certains participèrent à des exécutions sommaires de résistants. Des volontaires français du NSKK finirent enrôlés dans la division SS Charlemagne. 
Lors de la capitulation allemande de mai 1945, ceux qui furent capturés par les armées occidentales furent traités en prisonniers de guerre sous le régime de la convention de Genève tandis que ceux capturés par les Soviétiques connurent plusieurs années de dure captivité dans les camps de travail.

## Grades
- NSKK Sturmmann (simple soldat)
- NSKK Obersturmmann (soldat de première classe)
- NSKK Rottenführer (soldat de première classe)
- NSKK Scharführer (caporal)
- NSKK Oberscharführer (sergent)
- NSKK Truppführer (sergent-major)
- NSKK Obertruppführer (adjudant)
- NSKK Haupttruppführer (adjudant-chef)
- NSKK Sturmführer (sous-lieutenant)
- NSKK Obersturmführer (lieutenant)
- NSKK Hauptsturmführer (capitaine)
- NSKK Staffelführer (commandant)
- NSKK Oberstaffelführer (lieutenant-colonel)
- NSKK Standartenführer (colonel)
- NSKK Oberführer (brigadier)
- NSKK Brigadeführer (brigadier général)
- NSKK Gruppenführer (major général)
- NSKK Obergruppenführer (lieutenant général)
- NSKK Korpsführer (chef du NSKK)[5].